# Самарина (Эстония)
Са́марина (эст. Samarina), на местном наречии Са́маринна (Samarinna) , ранее Шамарино (эст. Šamarino) и Шамаринка — деревня в волости Сетомаа уезда Вырумаа, Эстония. Исторически относится к нулку Саатсеринна.
До административной реформы местных самоуправлений Эстонии 2017 года входила в состав волости Вярска уезда Пылвамаа.

## География и описание
Расположена в 46 километрах к востоку от уездного центра — города Выру, и в 13 километрах к юго-востоку от волостного центра — посёлка Вярска, у российско-эстонской границы. Высота над уровнем моря — 50 метров.
На территории деревни расположен Музей Саатсе.
Климат переходный от морского к континентальному. Официальный язык — эстонский. Почтовый индекс — 64022.

## Население
По данным переписи населения 2021 года, в в Самарина насчитывалось 8 жителей (4 мужчин и 4 женщины), все — эстонцы, из них 4 человека — лица пенсионного возраста (65 лет и старше).
По данным переписи населения 2011 года, деревне  проживали 5 человек, все — эстонцы (сету в перечне национальностей выделены не были).
Численность населения деревни Самарина по данным переписей населения:
| Год  | 1959 | 1970 | 2000 | 2011 | 2021 |
| ---- | ---- | ---- | ---- | ---- | ---- |
| Чел. | 33   | ↘ 25 | ↘ 11 | ↘ 5  | ↗ 8  |

## История
В церковной книге нулка Саатсеринна 1780 года упоминаются Шамарины, в источниках  1802 года — Шамарина, 1872 года — Шамарино, 1885 года — Самарино, 1890 года — Самарина, 1903 года — Samarinna, 1904 года — Samarinna, Шама́рино, 1922 год]а — Samarina, 1923 года — Šamarino, примерно 1970 года — Шамаринка.
В XVIII веке деревня относилась к Зачеренскому приходу (приходу Саатсе) и входила в состав общины Моложва.
В 1977–1997 годах Самарина была частью деревни Саатсе. Северо-восточная часть деревни Самарина — это бывшая деревня Секиня (эст. Sekinä), которая была присоединена к Самарина после 1940-х годов.

## Музей Саатсе

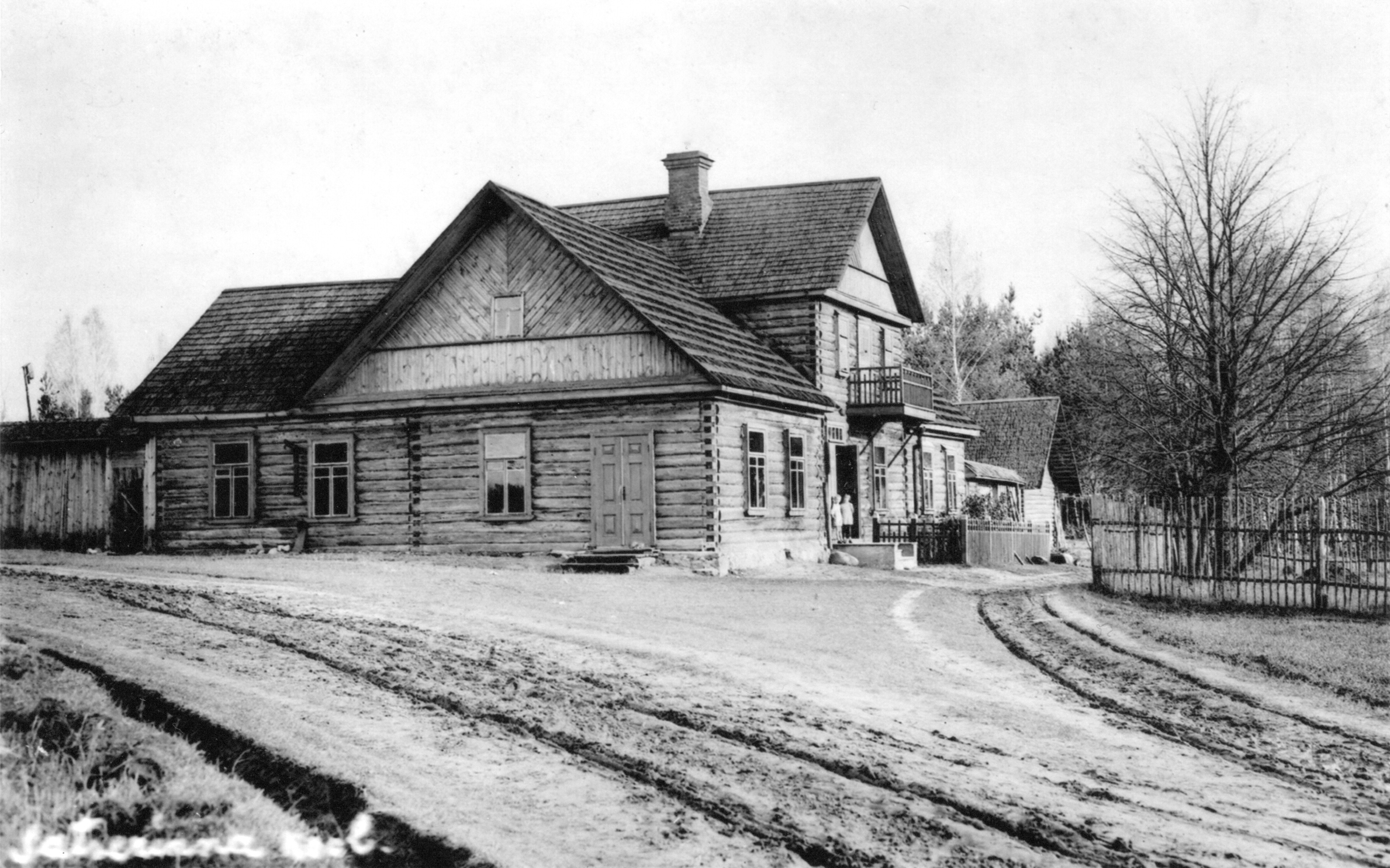
Хутор Подаголье в 1935 году

На территории деревни действует музей Саатсе, с 2019 года входящий с состав волостного объединения «Музеи Сетомаа», ранее это был филиал Сельского музея сето в Вярска. Музей в 1974 году основал директор школы Саатсеринна Виктор Веэбер (Viktor Veeber). Ранее главное здание музея было жилым домом хутора Подаголье, затем в нём работала школа.
В дополнение к экспонатам и историям в выставочном пространстве можно принять участие в интерактивных картах культуры Европы и Сетумаа и посмотреть мультфильм, созданный специально для данной экспозиции. На выставке под открытым небом можно принять участи в игре по спортивному ориентированию «Väigokõnõ Setomaa», в которой игроки отправляются в путешествие по разным уголкам Сетумаа. Игра охватывает территорию площадью около 2 га, на которой создан своего рода мини-Сетомаа. Во время путешествия игроки знакомятся с разными значениями термина «граница» и им становится понятнее деление Сетомаа на нулки, какового в других регионах Эстонии не существует. C природой Сетомаа можно познакомиться на начинающейся возле музея пешеходной тропе.
Музей предлагает услугу ночлега в двух расположенных во дворе летних домиках.

Строения Музея Саатсе
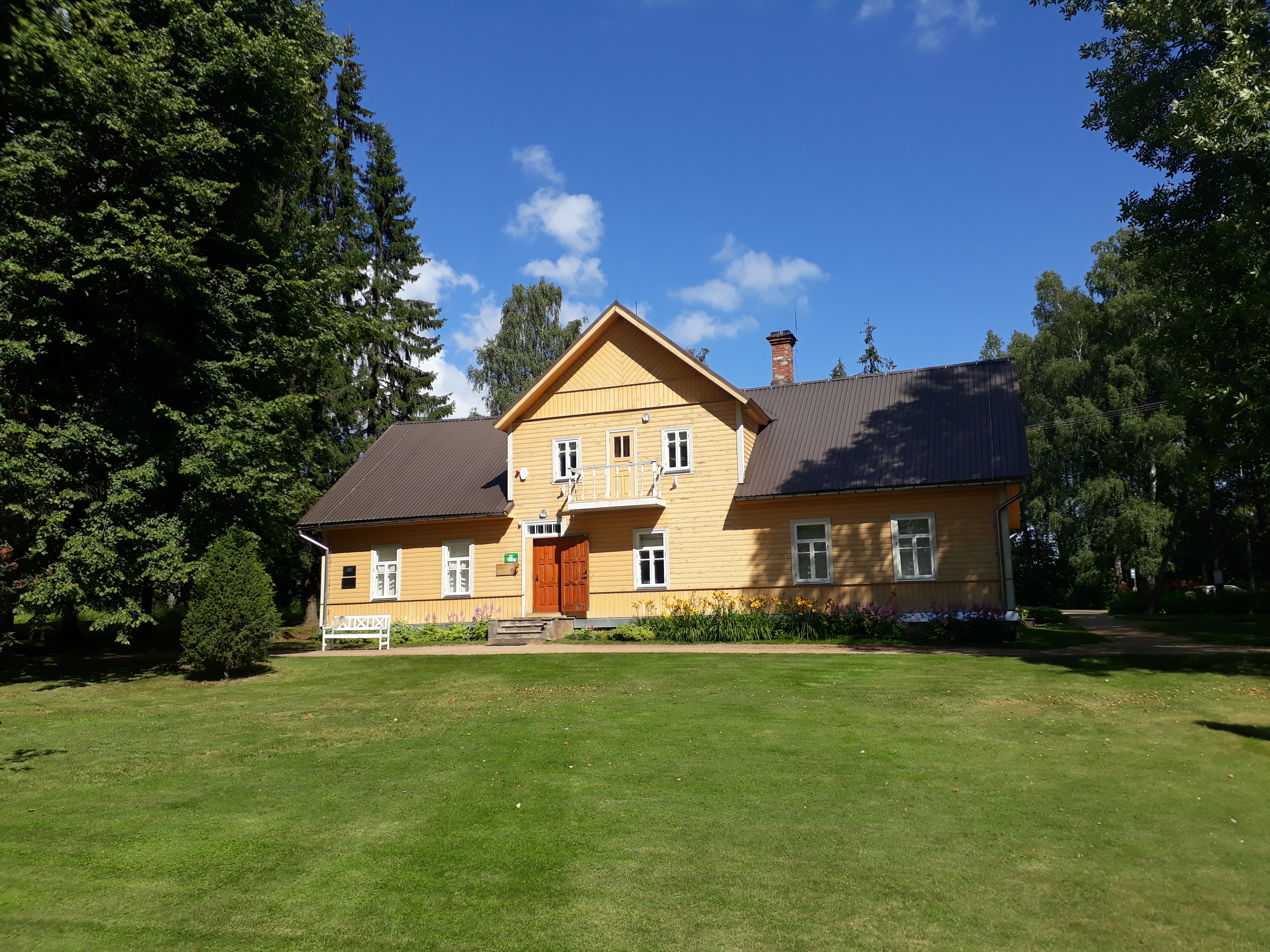
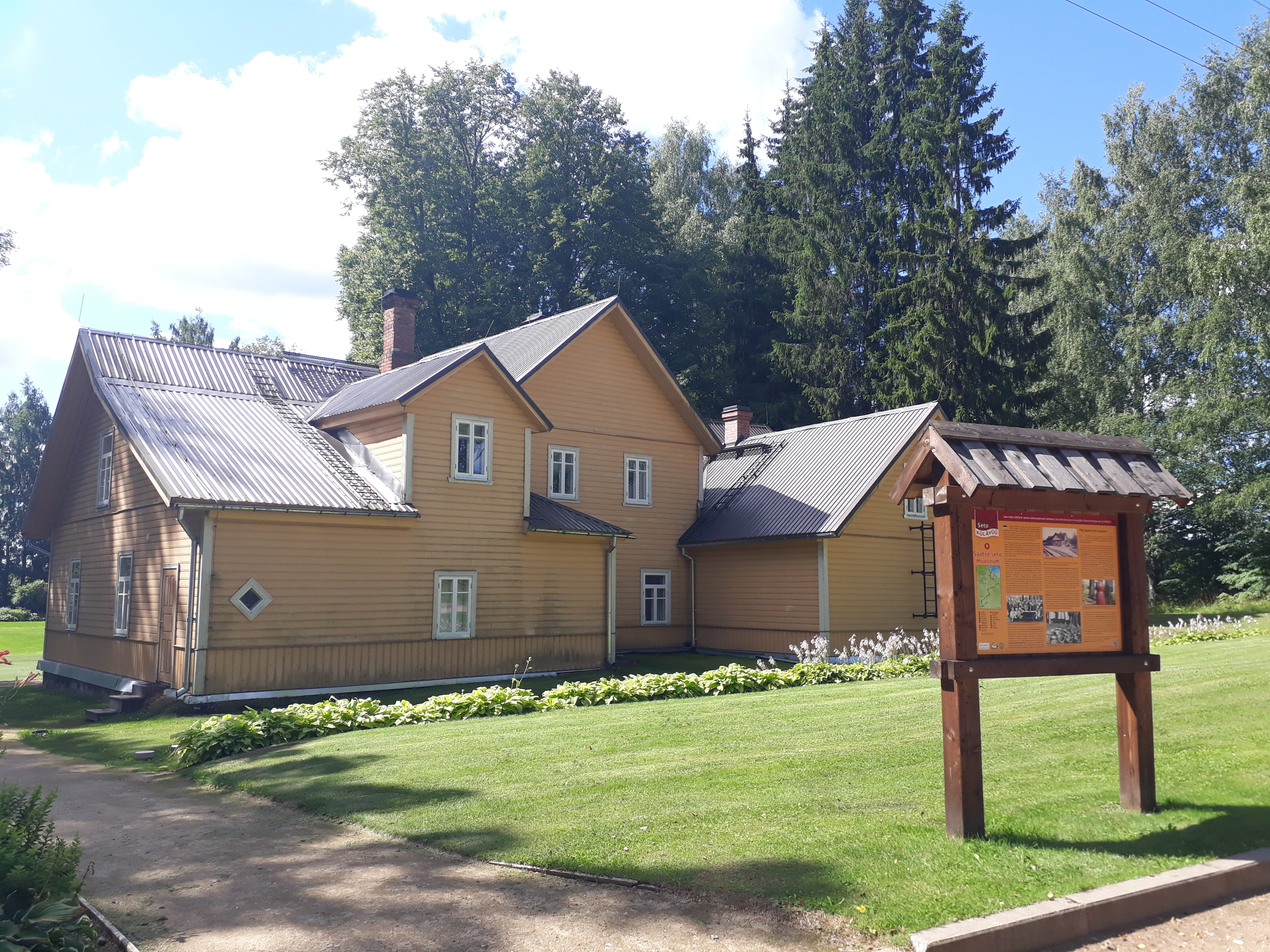
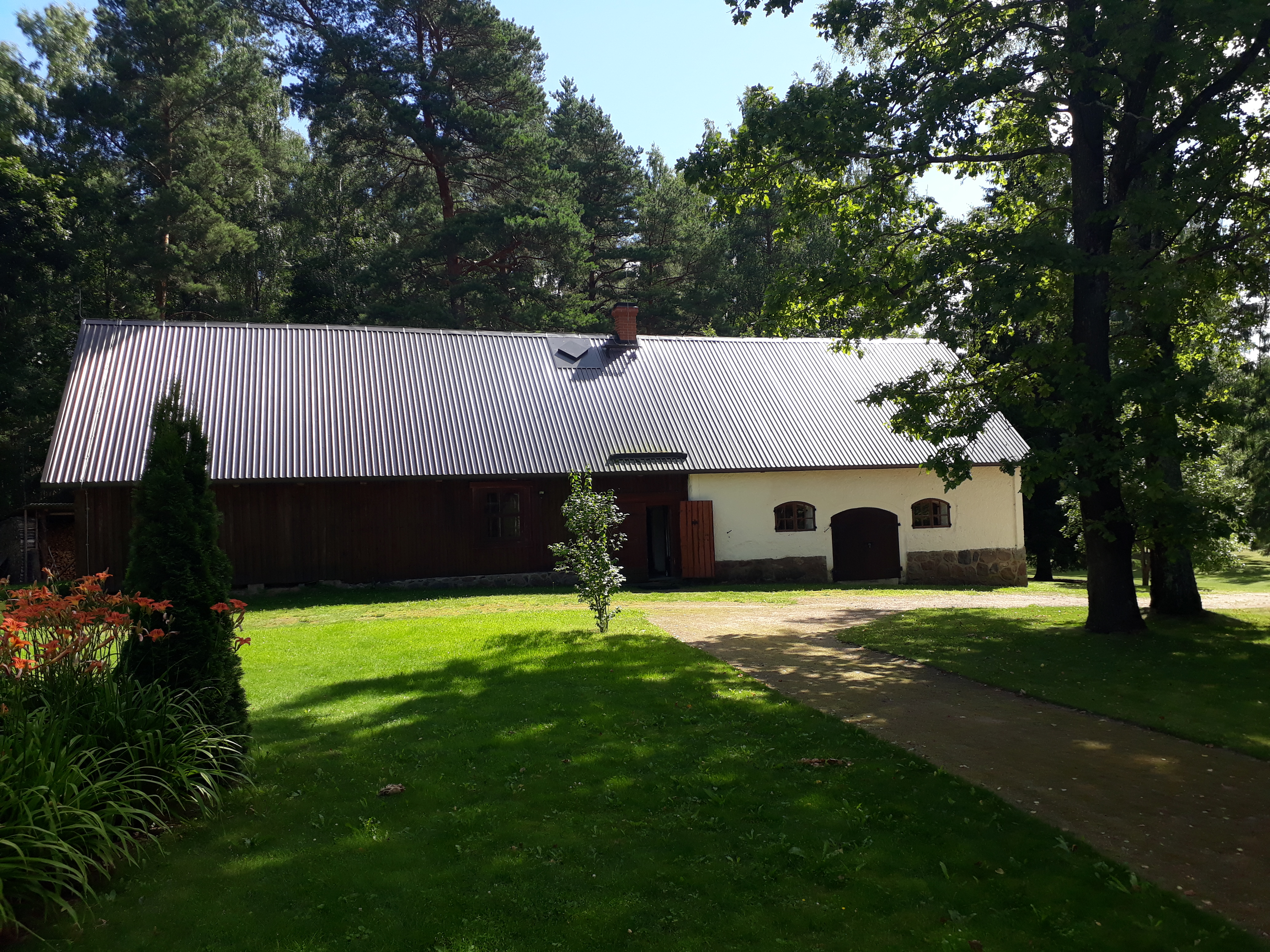

## Происхождение топонима
По мнению эстонского языковеда Яака Симма, название деревни происходит от русской фамилии Самарин. Эта фамилия (также Самарцев, Самарский), в свою очередь, может происходить от города Самара, реки Самара или названия длинной крестьянской одежды (самарка). В качестве старорусского личного имени зарегистрированы Самара, Самарянинъ (XVI–XVII века) и фамилия Самаринъ (XVI век). Языковед Тартуского университета Анжелика Штейнгольде считает, что более старый вариант названия — Шамарины — происходит от фамилии Шамарин, происхождение которого неизвестно.

## Комментарии
1. ↑  Эстонские топонимы, оканчивающиеся на -а, не склоняются и не имеют женского рода (исключение — Нарва)[9].